# Otto Fritz Meyerhof
Otto Fritz Meyerhof (n. 12 aprilie 1884, Hannover, Reich-ul German – d. 6 octombrie 1951, Pennsylvania, SUA) a fost un medic și biochimist evreu, născut în Germania și naturalizat american. A devenit celebru prin cercetările sale în glicoliză (Calea Embden-Meyerhoff-Parnas) și, împreună cu Archibald Vivian Hill, asupra schimbului de substanță din țesutul muscular, motiv pentru care ambilor savanți li s-a decernat, în 1922, Premiul Nobel pentru Medicină.

## Biografie
Otto Fritz Meyerhof s-a născut în aprilie 1884 la Hanovra, în casa comerciantului Felix Meyerhof, o familie înstărită de evrei care, la scurt timp după nașterea sa, s-a mutat la Berlin. Otto a studiat la "Gimnaziul Wilhelm". La vârsta de 16 ani s-a îmbolnăvit de o boală renală care l-a imobilizat în pat pentru mult timp. În această perioadă, în care nu putea frecventa școala, sub îndrumarea mamei sale, și-a cultivat tendințele artistice, citea mult și scria poezii. După vindecare a studiat medicina la Freiburg, Berlin, Strasbourg și Heidelberg. În 1909 și-a dat doctoratul cu lucrarea „Contribuții la teoria psihologică a tulburărilor mintale”, sub îndrumarea profesorului Franz Nissl.
La Heidelberg, Meyerhof o întâlnește pe Hedwig Schallenberg, studentă la matematici, cu care se va căsători în 1914. Au avut împreună o fiică și doi fii care au studiat medicina în SUA.
În 1912 se mută la Universitatea din Kiel, unde devine profesor în 1918.
În 1922 primește Premiul Nobel pentru Medicină, împreuna cu Archibald Vivian Hill, pentru descopriri în metabolismul muscular și a glicolizei.
În 1924 este numit director al institutului de Fiziologie în cadrul Institutului Kaiser Wilhelm din Berlin, iar în perioada 1929 - 1938, Meyerhof este director al Institutului Kaiser Wilhelm pentru Cercetări Medicale (astăzi, Max-Planck-Institut). În 1930, este numit director al Departamentului de Fiziologie în cadrul Institutului Kaiser Wilhelm.
Ca evreu persecutat de regimul nazist, în septembrie 1938, Meyerhof se refigiază în Elveția, apoi la Paris și în 1940, în SUA, unde devine „profesor-invitat” la Universitatea din Pensilvania (în engleză : University of Pennsylvania) din Philadelphia, unde obține o sponsorizare a Fundației Rockefeller pentru cercetări în domeniul biochimiei. De asemenea, stimulat de soție, care era pictoriță, Meyerhof își dedică timpul și înclinațiilor artistice și literare.
Se stinge din viață la Philadelphia la vărsta de 67 de ani, în urma unui atac de cord.

## Activitate
Deși inițial, Meyerhof se orientase către psihiatrie, sub influența profesorului Otto Heinrich Warburg, laureat al Premiului Nobel în 1931 pentru descoperirea enzimelor respiratorii, se îndreaptă către fiziologie. Principala sa temă de cercetare a constituit-o studiul schimbului de substanță la nivelul țesutului muscular. Împreună cu Gustav Embden și Jakub Karol Parnas, Meyerhof reușește să explice mecanismul glicolizei.
Principala sa contribuție, pentru care a obținut și Premiul Nobel, a fost stabilirea legăturii dintre consumul de oxigen și formarea acidului lactic, la nivelul celulei  musculare, domeniu în care a colaborat cu Archibald Vivian Hill. Cei doi savanți lucrau cu metode complementare: Hill analiza producerea de căldură la nivel muscular, iar Meyerhof, cerceta, prin metode chimice, consumul de oxigen și transformarea hidraților de carbon în acid lactic. Meyerhof stabilește că glicogenul, o formă de acumulare a glucozei, în cazul deficitului de oxigen, se transformă în acid lactic. O contribuție în realizarea bilanțului energetic a adus-o cercetările lui Roland Schauer, care a stabilit cantitatea de energie obținută prin arderea glucozei.
Ulterior, Karl Lohmann, lucrând în laboratorul lui Meyerhof, și continuând cercetările acestuia, descoperă o nouă substanță, foarte importantă în procesele biochimice care caracterizează metabolismul celular, adenozintrifosfatul ATP, substanță care înmagazinează și transportă energia biochimică.
Contribuțiile sale au pus bazele biochimiei moderne.